# Winnie Harlow
Chantelle Whitney Brown-Young, mer känd som Winnie Harlow, född 27 juli 1995, är en kanadensisk fotomodell och talesperson för den autoimmuna hudsjukdomen vitiligo.

## Biografi
Winnie föddes den 27 juli 1994, i Kanada. Hon är dotter till Lisa Brown och Windsor Young, och har två systrar. När Harlow var fyra år gammal blev hon diagnosticerad med den autoimmuna hudsjukdomen vitiligo. Som barn blev hon mobbad och blev kallad saker som ko och zebra.
Harlows modellkarriär började 2014 när Tyra Banks från America's Next Top Model fann henne på instagram och senare blev hon en av 14 finalister på samma show.

## Privat
Sedan 2020 är hon tillsammans med basketspelaren Kyle Kuzma.